# Mahiljoŭ rajon
Mahiljoŭski Rajon (vitryska: Магілёўскі Раён, ryska: Могилёвский район) är ett distrikt i Belarus.   Det ligger i voblasten Mahiljoŭs voblast, i den nordöstra delen av landet, 180 km öster om huvudstaden Minsk.
Följande samhällen finns i Mahiljoŭski Rajon:
- Kadino
- Vejno
- Николаевка-2